# Козловка (Венгеровський район)
Козловка (рос. Козловка) — присілок у Венгеровському районі Новосибірської області Російської Федерації.
Входить до складу муніципального утворення Туруновська сільрада. Населення становить 184 особи (2010).

## Історія
Згідно із законом від 2 червня 2004 року органом місцевого самоврядування є Туруновська сільрада.

## Населення
| 2002 | 2007 | 2010 |
| ---- | ---- | ---- |
| 221  | ↘215 | ↘184 |